# 33560 D'Alessandro
33560 D'Alessandro è un asteroide della fascia principale. Scoperto nel 1999, presenta un'orbita caratterizzata da un semiasse maggiore pari a 2,3350926 au e da un'eccentricità di 0,1071446, inclinata di 7,12755° rispetto all'eclittica.
L'asteroide è dedicato alla studentessa statunitense Alexis Maria D'Alessandro.